# Жозеф Антуан Фердинанд Плато
Жозе́ф Антуа́н Фердина́нд Плато́ (фр. Joseph Antoine Ferdinand Plateau; 14 жовтня 1801 року, Брюссель — 15 вересня 1883 року, Гент, Бельгія) — бельгійський фізик і математик. Винайшов фенакістископ. Через небезпечні для здоров'я досліди у віці 42 років втратив зір, однак продовжив наукову діяльність.

## Життєпис
У віці чотирнадцяти років Жозеф став сиротою. Виховував його дядько. В дитинстві через часті хвороби за приписом лікаря Жозеф проводив багато часу в сільській місцевості. Любив малювання. Живучи неподалік від Ватерлоо, під час Битви під Ватерлоо був неподалік і, на відміну від інших селян, не втік переховуватись у Суанський ліс, наступного дня відвідав місце битви і зробив там акварельний малюнок.
З 1817 по 1822 роки Жозеф навчався у Брюсселі у школі «Atheneum». З 1819 року в ній викладав Адольф Кетле, який зробив великий вплив на Плато. Пізніше у виданні «Correspondance mathématique et physique», заснованому А. Кетле, будуть надруковані значні роботи Плато.
Після навчання у школі Плато навчався у Льєзькому університеті — спершу на мистецько-філософському факультеті, а потім вивчав хімію і 26 жовтня 1824 року отримав звання кандидата наук. 1827 року, через необхідність мати власний заробіток, став учителем у школі «Atheneum». У цей час він починає друкувати свої розвідки в журналі «Correspondance mathématique et physique».
1829 року захистив докторську дисертацію. 1835 року став професором Гентського університету, де викладав фізику.

## Найвідоміші досліди

### Дослідження опірності сітківки людського ока
Влітку 1829 року у Льєжі Плато 25 секунд дивився на яскраве сонце з метою дізнатися про опірність сітківки ока дії яскравого світла. Через цей експеримент Плато тимчасово осліп і три дні провів у темній кімнаті без доступу світла. Поступово його зір повернувся.

### «Дослід Плато»
Плато занурив у суміш води й спирту велику краплю оливкової олії. Густина спиртового розчину у воді була підібрана таким чином, щоб бути рівною густині оливкової олії. Крапля олії у розчині набула форми кулі. Дослід показав, що у стані рівноваги вільна енергія системи має бути мінімальною. Зануренням краплі олії у рідину з такою самою густиною, як у олії, Плато зміг досягти усунення дії сили тяжіння на краплю олії. Єдиними силами, що діяли на краплю, стали сили поверхневого натягу, під дією яких вона набула форми кулі, бо з усіх тіл даного об'єму куля має найменшу поверхню, а тому й найменшу поверхневу вільну енергію, яка пропорційна поверхні рідини.
При швидкому обертанні кулі оливкової олії від неї відокремлюється кільце, яке потім розривається на частини. Утворюються кульки, які продовжують обертатись навколо основної кулі.
Досліду було присвячено розвідку у двох частинах «Statique expérimentale et théorique des liquides soumis aux seules forces moléculaires», видану 1873 року. Фактично в ній містилися результати досліджень поверхневого натягу у рідинах, надруковані між 1842 і 1868 роками.